# Conesa
Pour les articles homonymes, voir Pierre Conesa.
Conesa est une commune espagnole, en Catalogne, dans la comarque de Conca de Barberà et dans la province de Tarragone.